# Festa di Capodanno
Festa di Capodanno è una miniserie televisiva del 1988, diretto da Piero Schivazappa.